# Ny Kaledoniens fodboldforbund
Ny Kaledoniens fodboldforbund (fransk: Fédération Calédonienne de Football) er det styrende organ for fodbold i Ny Kaledonien.